# Lawrence Chaney
Lawrence Chaney (Escocia, 16 de octubre de 1996) es una drag queen escocesa con sede en Glasgow. Es conocida por ganar la segunda temporada de RuPaul's Drag Race UK, convirtiéndose en la primera drag queen escocesa y la segunda concursante de talla grande en ganar en toda la franquicia. Su papel en la serie más tarde le valió el «Premio del Público» BAFTA Scotland 2021. Como parte de su victoria en Drag Race, Chaney fue galardonada con su propio programa de televisión en línea, luego titulado Tartan Around, que se estrenó en 2022.

## Carrera
Chaney ha desarrollado profesionalmente su carrera como artista drag desde 2014 en Glasgow. En una entrevista con Metro, Chaney dijo que su apellido drag «Chaney» estaba inspirado en la prolífica estrella del cine mudo de los años 20 Lon Chaney y explicó que, «Era conocido como el hombre de mil rostros y yo soy conocida como la reina de mil rostros, porque soy buena en imitaciones, voces tontas y payasadas en general».
En diciembre de 2020, Chaney fue anunciada como una de las doce concursantes que competirían en la segunda temporada de RuPaul's Drag Race UK. El 18 de marzo de 2021, Chaney fue anunciada como la ganadora de la serie, convirtiéndose en la primera ganadora escocesa y de talla grande de una temporada de Drag Race presentada por RuPaul (la primera fue Natalia Pliacam, ganadora de la primera temporada de Drag Race Thailand). Como parte de su victoria en Drag Race, Chaney fue premiada con su propio programa de televisión en línea, posteriormente titulado Tartan Around, que se estrenó en 2022.
En marzo de 2021, Chaney, junto con sus compañeras finalistas de RuPaul's Drag Race UK, Tayce, Bimini Bon Boulash y Ellie Diamond, fue fotografiada y entrevistada para The Guardian y más tarde para British Vogue. Lawrence también emprendió una gira por el Reino Unido junto a A'Whora, Bimini Bon-Boulash y Tayce para la Gira United Kingdolls con el promotor Klub Kids en julio de 2021, y en febrero de 2022, Chaney se embarcó en RuPaul's Drag Race UK: La Gira Oficial junto a todo el elenco de la segunda temporada de RuPaul's Drag Race UK, en asociación con World of Wonder y el promotor Voss Events.
En abril de 2021, Chaney fue entrevistada y apareció en la portada de la «Tea Time Digital Special» de Attitude, en asociación con Taimi. Chaney también fue invitada destacada y panelista en el evento digital National Student Pride 2021.
En mayo de 2021, Transworld anunció que habían adquirido los derechos del próximo libro de Chaney, Lawrence (Drag) Queen of Scots: The Dos and Don'ts of a Drag Superstar.
Antes de RuPaul's Drag Race UK, Chaney ha colaborado frecuentemente con la BBC (especialmente con BBC Sounds). El 21 de agosto de 2021, presentó el programa de media mañana del sábado en BBC Radio 1 a partir de las 10:30 am, junto a Arielle Free y otras drag queens, como parte de «Drag Day».

## Vida personal
Chaney creció tanto en Helensburgh en Escocia como en Newbury en Inglaterra. Actualmente, reside en el área de Gorbals en Glasgow, Escocia. Han expresado su apoyo a la independencia escocesa.
En cuanto a su identidad de género, Chaney declaró en un artículo para el periódico i: «Todavía no sé si soy hombre, mujer o algún punto intermedio. Creo que la mejor manera de describir mi género es fluido, pero esto no es definitivo. Me veo a mí mismo como alguien en constante evolución y siempre descubriendo más sobre mí mismo».

## Premios y nominaciones
| Año  | Premio                                      | Categoría                                                | Resultado | Ref.   |
| ---- | ------------------------------------------- | -------------------------------------------------------- | --------- | ------ |
| 2021 | Premios de la Academia Británica de Escocia | Premio del Público                                       | Ganador   | [ 17 ] |
| 2022 | Premios World of Wonder                     | Premio al mejor libro (The Reading is Fundamental Award) | Ganador   | [ 18 ] |